# Theory in Practice
Theory in Practice is een Zweedse technicaldeathmetalband die veel progressieve invloeden gebruikt in zijn muziek. De groep schrijft zeer technische en complexe nummers die bestaan uit een grote hoeveelheid tempowisselingen.

## Geschiedenis
De groep werd opgericht in juli 1995 en na een jaar van oefenen en kleine optredens werd de demo Submissive opgenomen in de Abyss Studio. Hierna volgden nog drie volledige albums, te weten Third Eye Function, The Armageddon Theories en Colonizing the Sun. In december 2002 nam de groep een pauze en pakte in februari 2003 de draad weer op. In 2005 werd de groep op non-actief gezet, omdat bandleider Peter Lake toetrad tot Mekong Delta.

## Discografie
- Submissive (demo, 1996)
- Third Eye Function (cd, 1997)
- The Armageddon Theories (cd, 1999)
- Colonizing the Sun (cd, 2002)

## Huidige leden
- Henrik Ohlsson - zang, drums
- Peter Lake - gitaar
- Mattias Engstrand - basgitaar, toetsen
- Patrik Sjöberg - drums op Colonizing the Sun
- Sven Johanesson - panfluit

### Voormalige leden
- Johan Ekman - gitaar, zang (op Third Eye Function)